# 大環山公園

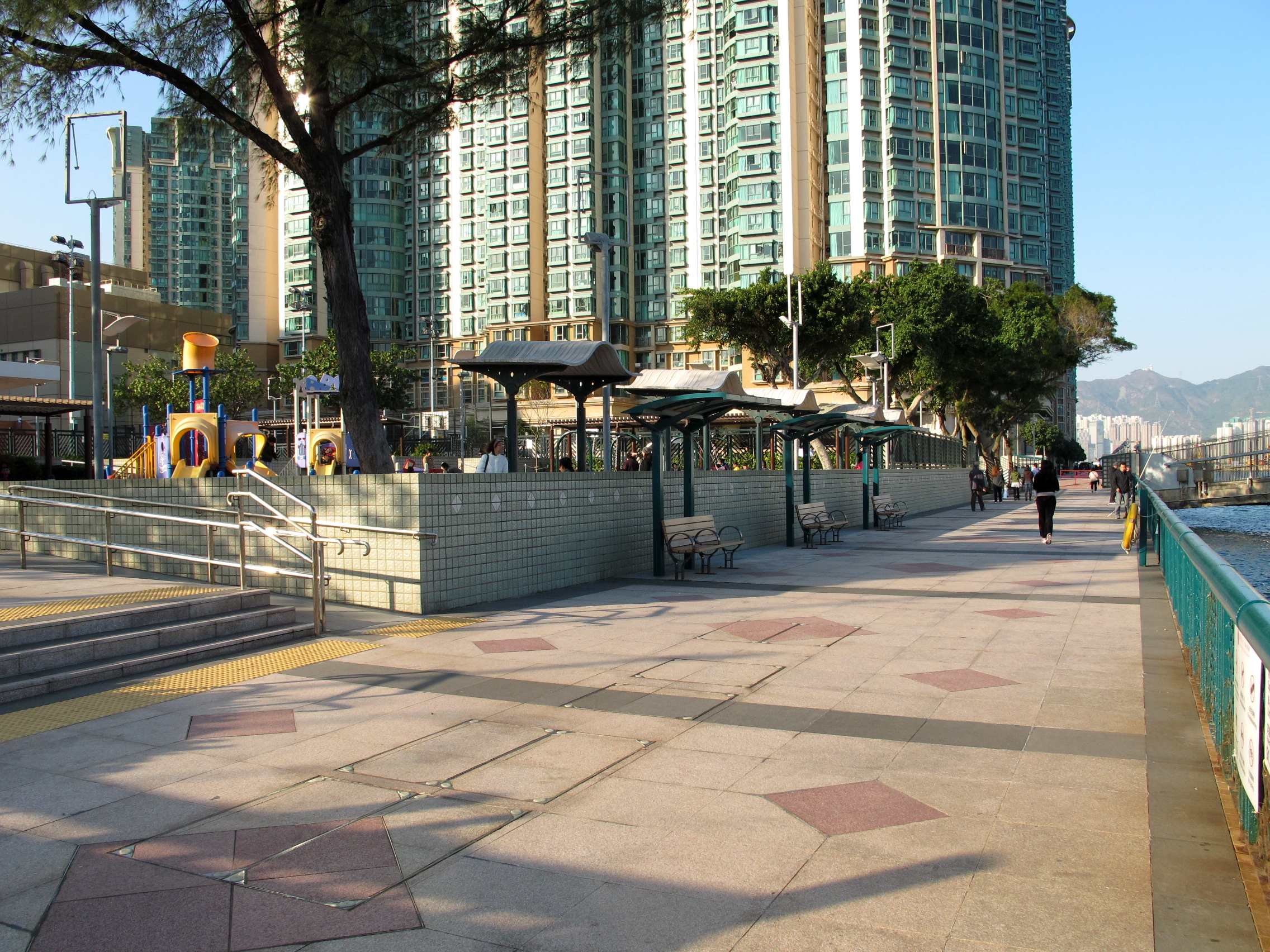
大環山公園

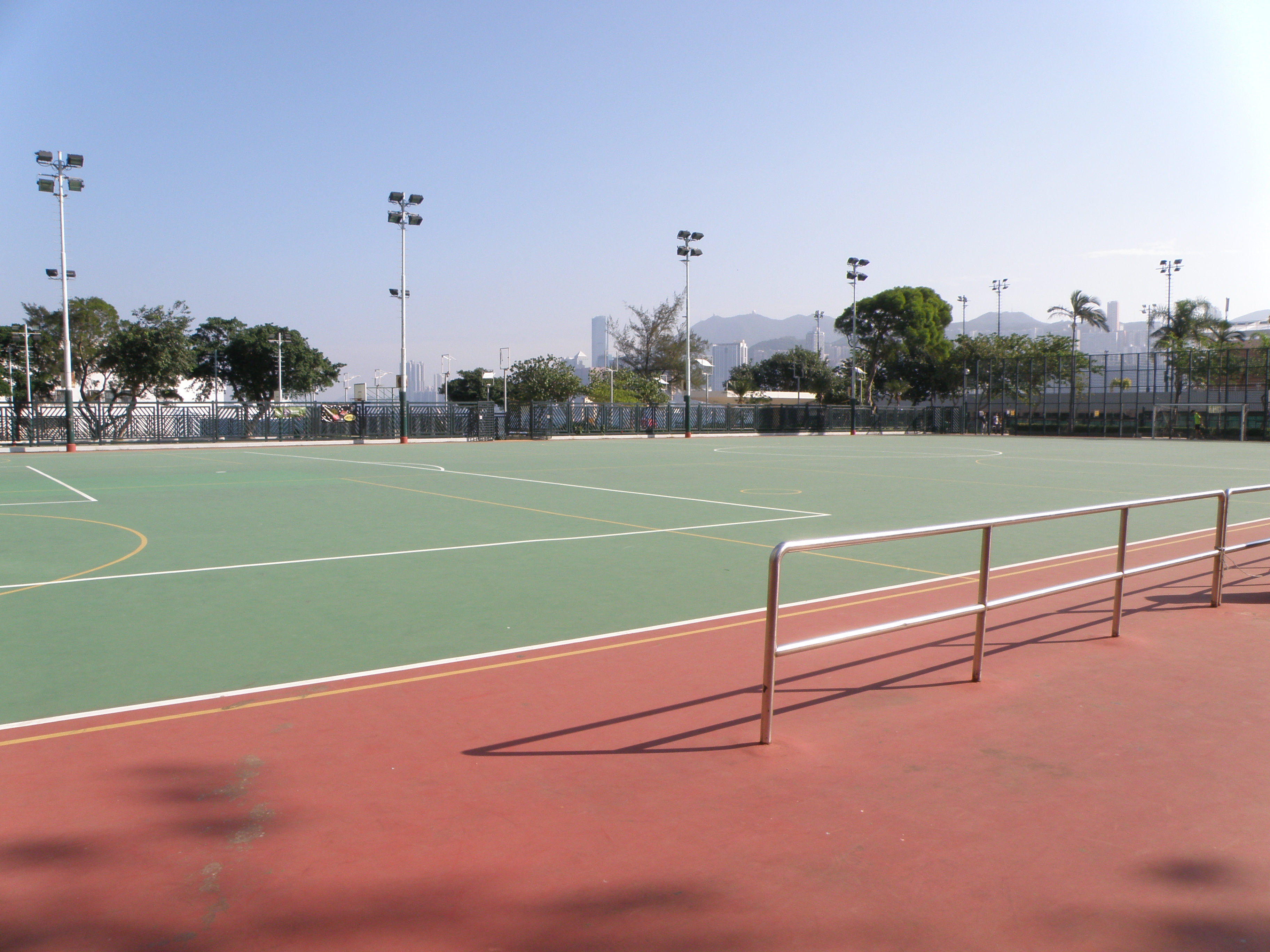
大環山公園足球場

大環山公園（英語：Tai Wan Shan Park）是香港的一座公園，位於九龍紅磡環海街，在大環山游泳池北面，連接紅磡海濱長堤。鄰近海逸豪園及黃埔花園，由康樂及文化事務署管理。

## 設施
- 1座硬地小型足球場（可作4個投球場）
- 2座籃球場

## 海濱長廊
大環山公園海濱長廊連接紅磡海濱長堤及海逸豪園，於2009年4月完成美化工程。